# آریا جووانی
آریا جووانی (به انگلیسی: Aria Giovanni) مدل عکاسی برهنه و هنرپیشهٔ فیلم‌های پورنوی آمریکایی است که در ۳ نوامبر ۱۹۷۷ در شهر لانگ بیچ، کالیفورنیا به دنیا آمد. وی در سپتامبر سال ۲۰۰۰ به عنوان پت منشریهٔ پنت‌هاوس انتخاب شد.

## زندگی‌نامه
جیووانی در ۳ نوامبر سال ۱۹۷۷ در لانگ بیچ کالیفرنیا به دنیا آمد و در اورنج کانتی بزرگ شد. او در سال ۲۰۰۶ در یک مصاحبه گفت که از ۱۲ سالگی به علت اعتیاد به الکل و مخدر به مدت ۲۶ ماه یک دورهٔ ترک را سپری کرده‌است.
جووانی در سال ۲۰۰۲ با جان فایو (گیتاریست مریلین منسن) ازدواج کرد که در سال ۲۰۰۶ به جدایی انجامید.
جووانی در عکس و فیلم‌هایش بیشتر به نمایش تکی می‌پردازد.